# Муй, Аарон
Аарон Фрэнк Муй (англ. Aaron Frank Mooy; 15 сентября 1990) — австралийский футболист, полузащитник. Выступал за национальную сборную Австралии.

## Биография
Аарон Муй вырос в Карлингфорде, пригороде Сиднея. Будучи ребёнком, он вставал рано утром, и перед выходом в школу, отправлялся наблюдать за соотечественниками — футболистами Крейгом Муром и Тони Видмаром. В ранних годах своего школьного обучения он посещал начальную школу Крествуд на северо-западе Сиднея, затем перешёл в среднюю спортивную школу Вестрфилд, где продолжил обучение.
Начинал свою карьеру в молодёжке в Новом Южном Уэльсе институте спорта, потом играл за «Болтон Уондерерс» и «Сент-Миррен». Вернулся в Сидней в 2012, где играл в «Уэстерн Сидней Уондерерс», затем через 2 года переехал в Мельбурн, где начал играть за «Мельбурн Сити». В июне 2016 года «Мельбурн Сити» официально объявил об уходе полузащитника в «Манчестер Сити». Хавбек подписал с английским клубом трёхлетний контракт. В августе 2020 года перешёл в клуб Китайской Суперлиги «Шанхай СИПГ».
В дополнение к австралийскому паспорту, Mуй также имеет голландский паспорт. Он наполовину немец и голландец, по отцу и матери соответственно.

## Достижения

### Клубные
Уэстерн Сидней Уондерерс
- Победитель регулярного чемпионата Эй-лиги: 2012/13

### Индивидуальные
- Игрок года за «Мельбурн Сити»: 2014/15, 2015/16
- Сборная сезона в ПФА Эй-лиге: 2014/15, 2015/15
- Медаль Алекса Тобина: 2014/15
- Игрок месяца: Ноябрь 2015
- Сборная сезона в Эй-лиге: 2015/16

## Статистика
| Сезон   | Команда       | Турнир   | М  | Г  | Пен | П | Г+П | ЖК | КК | МИН |
| 2015/16 | Мельбурн Сити | A-League | 26 | 11 | 3   | 0 | 11  | 2  | 0  | 87  |
| 2014/15 | Мельбурн Сити | A-League | 27 | 7  | 3   | 0 | 7   | 5  | 0  | 88  |